# Kévin Azaïs

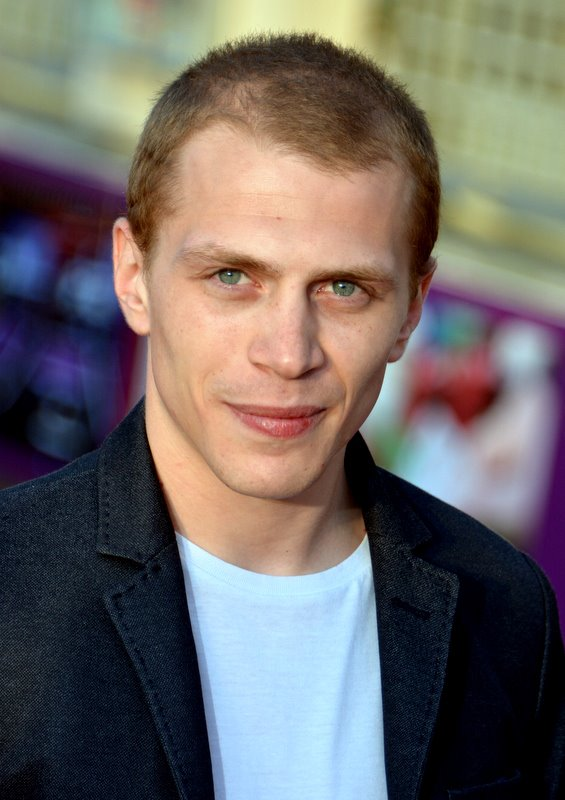
Kevin Azaïs (2015)

Kévin Azaïs (* 16. August 1992) ist ein französischer Filmschauspieler.

## Leben
Kévin Azaïs ist der Bruder des Schauspielers Vincent Rottiers. Als Thomas Cailley ihm eine Hauptrolle im Film Liebe auf den ersten Schlag anbot, hatte Azaïs bereits schauspielerische Erfahrungen in verschiedenen Kinofilmen gesammelt. Im Film spielte er Arnaud Labrède, einen sanftmütigen Schreiner, der aus Liebe an einem Survival-Programm der Armee teilnimmt, das ihn auf einen bevorstehenden Weltuntergang vorbereiten soll. Azaïs wurde für seine schauspielerischen Leistungen im Film mehrfach ausgezeichnet, darunter als Bester Nachwuchsdarsteller im Rahmen des César 2015.

## Filmografie
- 2008: Heute trage ich Rock! (La Journée de la jupe)
- 2012: Comme un homme
- 2013: Je fais le mort
- 2013: La Marche
- 2013: Vandal
- 2014: L'Année prochaine de Vania Leturcq
- 2014: Liebe auf den ersten Schlag (Les Combattants)
- 2015: Ni le ciel ni la terre
- 2015: La belle saison – Eine Sommerliebe (La Belle Saison)
- 2016: Jeunesse
- 2016: Ein Chanson für Dich (Souvenir)
- 2016: Compte tes blessures
- 2017: Das Leben ist ein Fest (Le sens de la fête)
- 2018: Champagner & Macarons – Ein unvergessliches Gartenfest (Place publique)
- 2019: Frères d'arme
- 2019: Rückkehr in die Bretagne (Paris Brest)

## Auszeichnungen
- César 2015: Auszeichnung als Bester Nachwuchsdarsteller in Liebe auf den ersten Schlag
- Prix Lumières 2015: Auszeichnung mit dem Prix Lumières als Bester Nachwuchsdarsteller in Liebe auf den ersten Schlag
- Festival du film de Cabourg 2015: Auszeichnung mit dem Swann d’Or als Bester Nachwuchsdarsteller in Liebe auf den ersten Schlag